# Chlorure de phénylmagnésium
Le chlorure de phénylmagnésium est un composé chimique de formule C6H5MgCl. Cet halogénure organomagnésien, analogue chloré du bromure de phénylmagnésium, est un réactif de Grignard dérivé du benzène. Disponible sur le marché en solution dans le THF ou le 2-MeTHF, il est utilisé en synthèse organique — couplage de Kumada — pour introduire des groupes phényle (synthèse du tétraphénylétain ou de l'acétate de fentine par exemple) ou pour produire des dérivés du benzène.
Le chlorure de phénylmagnésium peut être produit en faisant réagir du chlorobenzène C6H5Cl avec du magnésium métallique dans l'éther diéthylique :
C6H5Cl + Mg → C6H5MgCl.
Il se présente sous la forme d'un liquide ambré très inflammable qui se décompose en benzène C6H6 et chlorure d'hydroxyde de magnésium HOMgCl. Il se décompose par chauffage pour produire du chlorure d'hydrogène HCl, du monoxyde de carbone CO et du dioxyde de carbone CO2.